# Инемское
Инемское — озеро на территории Янегского сельского поселения Лодейнопольского района Ленинградской области.

## Общие сведения
Площадь озера — 0,6 км². Располагается на высоте 20,5 метров над уровнем моря.
Форма озера лопастная, продолговатая: вытянуто с северо-запада на юго-восток. Берега каменисто-песчаные, местами заболоченные.
С севера в озеро втекает протока без названия, в которую, через озеро Янгерское, впадает река Янгера.
С западной стороны озера вытекает река Инема являющаяся притоком реки Мегреги, которая, в свою очередь впадает в Олонку.
С востока и северо-востока озеро огибает трасса Р21 («Кола»).
Населённые пункты возле озера отсутствуют. Ближайший — посёлок деревня посёлок при станции Инема — расположен в 2 км к юго-востоку от озера.
Код объекта в государственном водном реестре — 01040300211102000014893.